# 德春堂药铺
德春堂药铺又称德春堂药店、姜秉怡旧宅，位于中华人民共和国浙江省江山市廿八都镇浔里村浔里街7号，现为江山市文物保护单位。
德春堂是清末廿八都最大的一家中药店，由商人姜秉怡于清光绪二年（1876年）始创。该建筑坐西朝东，前店面后住宅，面积约200到300多平方米，大门临街，三开间，二进一天井，各处设计上为药铺量身定做，属徽派建筑风格。
2010年7月19日，德春堂药铺公布为第五批江山市文物保护单位，编号5-3-16。